# Synopiidae
Synopiidae é uma família de anfípodes pertencentes à ordem Amphipoda.

## Géneros
Géneros (lista incompleta):
- Austrosyrrhoe Barnard, 1925
- Bruzelia Boeck, 1871
- Bruzeliopsis Chevreux, 1911